# مصیرمحله
مصیرمحله، روستایی است از توابع بخش لاله‌آباد شهرستان بابل در استان مازندران ایران.
روستایی مصیرمحله در ۱۷ کیلومتری غرب بابل قرار دارد.و به دو بخش پایین‌محله و بالامحله تقسیم می‌شود.

درکتاب فرهنگ جغرافیائی ایران چنین آمده مصیرمحله دهی است از دهستان لاله آباد بخش مرکزی شهرستان بابل واقع در 15هزارگزی باختری بابل با 160 تن جمعیت . آب آن از رودخانه و چشمه و راه آن اتومبیلرو است . معنی مصیر در فرهنگ لغت عربی-فارسی المعانی چنین آمده‌است. سرنوشت , تقدیر , قضاوقدر , نصیبب و قسمت ، و...

## اماکن روستا
این روستا داری دو مسجد به نامهای مسجدوالنبی و امام رضا (ع) می‌باشد. و همچنین کانون فرهنگی و هنری در سال 1391 با نام میثاق تأسیس شده‌است. دبستان دولتی فرخی مصیر محله به مساحت 1100 متر مربع و زیربنای 380 متر مربع در سال 1385 با اعتبارات اداره کل نوسازی استان ساخته شده‌است.

## جمعیت
این روستا در دهستان کاری‌پی قرار دارد و براساس سرشماری مرکز آمار ایران در سال ۱۳۸۵، جمعیت آن ۲۳۴ نفر (۶۴خانوار) بوده‌است.

## جغرافیا
این روستا از شمال به روستای نوایی‌کلا از شرق به روستایی اندی‌کلا و از جنوب به روستایی طرقچی‌کلا محدود می‌باشد.